# Fastings marknad
Fastings marknad var en marknad i Värmland.
Marknaden överflyttades till Kristinehamn från Karlstad 1686. Där samlades köpmännen från Göteborg, bruksägarna från Värmland och Dalsland, bergsmännen från Färnebo och allmogen från de omgivande bygderna. Där avslutades de affärer som blev bestämmande för det påföljande årets priser och konjunkturer på järnmarknaden. Köpmännen köpte järn i förskott efter uppgjorda priser för nästkommande år med bestämda priser per enhet, så kallade förlag. Klarade inte bruksägarna ekonomin, eller gjorde felaktiga kalkyler, gjorde de konkurs vilket inte var ovanligt. Vanligtvis övertog då köpmännen bruket, eller försålde det. Järnkontoret deltog i affärerna för att stödja bruksägarna. Under avregleringen på 1860-talet kom dess egentliga betydelse att försvinna och den upphörde 1903.
Marknaden innebar också ett nöjesliv, som fortsatt intill nutid i det som kallas för Fastingen.